# Villesèquelande
Villesèquelande – miejscowość i gmina we Francji, w regionie Oksytania, w departamencie Aude.
Według danych na rok 1990 gminę zamieszkiwało 506 osób, a gęstość zaludnienia wynosiła 95 osób/km² (wśród 1545 gmin Langwedocji-Roussillon Villesèquelande plasuje się na 516. miejscu pod względem liczby ludności, natomiast pod względem powierzchni na miejscu 996.).